# Paul Morgan (ingénieur)
Paul John Morgan, né le 12 juillet 1948 et mort dans un accident d'avion à Sywell, dans le Northamptonshire, le 12 mai 2001, était un ingénieur britannique et le cofondateur d'Ilmor Engineering avec Mario Illien en 1983. Ilmor a connu de grands succès en tant que fournisseur de moteurs pour le sport automobile et a remporté trois Queen's Awards.

## Biographie
Paul Morgan a été ingénieur chez Cosworth de 1970 à 1983. Cette année là, il démissionne pour former la société Ilmor avec son collègue ingénieur Mario Illien. Cette dernière a été lancée avec le soutien de Roger Penske et a obtenu sa première victoire en compétition avec la Lola de Mario Andretti au Grand Prix de Long Beach. En 1989, Morgan et Illien décident de s'engager en Formule 1.
Le 12 mai 2001, Paul Morgan est tué sur le coup lorsque son Hawker Sea Fury se retourne à l'atterrissage. David Coulthard, vainqueur du Grand Prix d'Autriche le lendemain au volant d'une McLaren Mercedes-Ilmor, refusera de participer à la célébration traditionnelle du champagne en signe de respect.
La veuve de Paul Morgan a réduit sa participation dans Ilmor en 2002, en vendant 10% à Daimler-Chrysler. En 2005, Daimler-Chrysler acquiert toutes les actions restantes auprès de Mme Morgan, Mario Illien et Roger Penske.